# باغ‌وحش تایپینگ
باغ‌وحش تایپینگ (انگلیسی: Zoo Taiping) یک پارک جانورشناسی است که در بوکیت لاروت، تایپینگ، ایالت پراک، مالزی واقع شده است. این باغ‌وحش که در سال ۱۹۶۱ بنا نهاده شد، قدیمی‌ترین باغ‌وحش در مالزی و تنها باغ‌وحش در شمال مالزی است.
این باغ‌وحش یکی از پارک‌های جانورشناسی اصلی در مالزی است. مساحت این باغ‌وحش بالغ بر ۳۶ جریب فرنگی (۱۵ هکتار) می‌باشد که ۱۳۰۰ حیوان از ۱۸۰ گونه مختلف از دوزیستان، پستانداران و خزندگان در معرض نمایش گذاشته است. در سال ۲۰۰۳، بخش سافاری شبانه تأسیس شد که به همین علت باغ‌وحش در ساعات شب برای بازدید عموم بازمی‌گردد.